# Dracophilus
Dracophilus ist eine Pflanzengattung aus der Familie der Mittagsblumengewächse (Aizoaceae). Der botanische Name der Gattung leitet sich von den griechischen Worten δράκων (dracon) für „Drache“ und θίλος (philos) für „Freund“ ab und verweist auf den Fundort der ersten Pflanzen, den im Diamantensperrgebiet gelegenen Drachenberg.

## Beschreibung
Die Pflanzen der Gattung Dracophilus wachsen kompakt und werden im Alter etwas rasenförmig. Ein Zweig trägt sechs bis acht dicke, dreieckig geformte Laubblätter. Ihr Kiel und die Ränder sind gerundet oder gezähnt, ihre Epidermis ist glatt.
Über Hochblättern stehen weiße bis purpurfarbene Blüten. Sie besitzen fünf Kelchblätter. Die Staubblätter bilden anfangs einen aufrechten Kegel, der sich später zu einem Zylinder entwickelt. Das braune oder orangefarbene Nektarium ist als Ring ausgebildet.
Die acht- bis zehn- (selten bis 14-) fächrigen Kapselfrüchte sind an der Spitze flach und an der Basis trichterförmig. Ihrer Fächerdecken überdecken etwa zwei Drittel der Kapsel. Sie besitzen breite, rechteckige Klappenflügel und keine Verschlusskörper. Die Quellleisten verlaufen nahezu parallel. Die papillösen, kurz birnenförmigen Samen sind braun und 0,6 bis 0,8 Millimeter lang sowie 0,5 bis 0,6 Millimeter breit.

## Systematik und Verbreitung
Das Verbreitungsgebiet der Gattung Dracophilus erstreckt sich von Lüderitz in Namibia südwärts bis in den äußersten Norden der südafrikanischen Provinz Nordkap. Die Pflanzen wachsen auf Kalkstein- oder Sandsteinkies und besiedeln hauptsächlich Ebenen. Die jährliche Niederschlagsmenge liegt unter 100 Millimeter und fällt größtenteils im Winter.
Die Beschreibung als Untergattung der Gattung Juttadinteria erfolgte 1926 durch Gustav Schwantes. Gemeinsam mit Kurt Dinter stellte er 1927 die Gattung Dracophilus auf. Die Typusart ist Dracophilus delaetianus. Nach Heidrun Hartmann umfasst die Gattung Dracophilus die beiden folgenden Arten:
- Dracophilus dealbatus (N.E.Br.) Walgate
- Dracophilus delaetianus (Dinter) Dinter & Schwantes

## Nachweise